# إريك برونيتي
إريك برونيتي (بالإنجليزية: Erik Brunetti)‏ هو رسام ومصمم جرافيك أمريكي، ولد في 5 مايو 1967 في الولايات المتحدة.

## وصلات خارجية
- الموقع الرسمي